# Przyłącze kanalizacyjne
Przyłącze kanalizacyjne – odcinek przewodu łączącego wewnętrzną instalację kanalizacyjną w nieruchomości odbiorcy usług z siecią kanalizacyjną, za pierwszą studzienką, licząc od strony budynku, a w przypadku jej braku do granicy nieruchomości gruntowej.
.